# Rzeszów
Rzeszów (kiejtéseⓘ, IPA: ['ʒεʃuf], németül Reichshof ['ʁaɪ̯çshoːf], litvánul Žešova [ˈʒɛʃova], latinul Resovia, héberül Reysha) város Lengyelország délkeleti részén, a sandomierzi medence déli részén, a Kárpátaljai vajdaság és a Rzeszówi járás székhelye. Szlovákiából a Duklai-hágón át közelíthető meg. Népessége 198 000 fő (2021). Rzeszównak nemzetközi repülőtere van (Rzeszów-Jasionka), és tudományos-ipari parkja, melynek fő irányultsága a repülőgép-, gyógyszer- és informatikai ipar. A városban két egyetem van: az Uniwersytet Rzeszowski (Rzeszówi egyetem) és a Politechnika Rzeszowska (Rzeszówi műszaki egyetem). Az egy lakosra jutó egyetemi hallgatók száma itt a legmagasabb Lengyelországban.

## Rzeszów városrészei
Baranówka, Biała, Drabinianka, Nowe Miasto, Miłocin, Pobitno, Przybyszówka, Słocina, Krakowska Południe, Staromieście, Staroniwa, Śródmieście, Wilkowyja, Zalesie, Załęże, Zwięczyca

## Története
A régészeti kutatások szerint már az újkőkorszakban település volt a mai Rzeszów területén. Még a városi jogok megszerzése előtt a mai Staromieście kerület helyén nagy erődített helység létezett, melyet valószínűleg szlávok és kelták laktak, akiknek a jelenlétét Kis-Lengyelországban a történeti és régészeti kutatások igazolták.
Első írásos említése Rzeszównak 1354-ben volt, amikor is Nagy Kázmér király városi jogokat adott a településnek. 1363-ban már plébániatemplom volt a városban, és 1406-ban iskolát tartott fenn a plébánia. A 15. században tűzvész pusztított. A tűzvész után újjáépítés kezdődött, több privilégiumot kapott a város, ez gyors fejlődést eredményezett. A 16. században már jól szervezett városi adminisztráció működött.
1591-ben felépült a városháza, 1600-ban elkezdték a várat építeni. 1627-ben a várost is megerősítették, 1624 – 1629 között a város földesura erőd-kolostort és benedekrendi templomot alapított. 1638-ban Rzeszów a Lubomirski család tulajdona lett, és ezzel az arisztokrácia minta birtoka. A város korabeli gazdagságáról a 16. és 17. századbeli városi könyvek tanúskodnak, melyek számos aranyműves működéséről számolnak be. 1658-ban Jerzy Sebastian Lubomirski megalapította a híres piarista kollégiumot, az akkori Lengyelország kevés középiskolájának egyikét. Tanárai között volt Stanisław Konarski, és sokkal később itt végezte tanulmányait többek között Ignacy Łukasiewicz, Julian Przyboś, Władysław Sikorski és Władysław Szafer.
1769-ben Rzeszów közelében, a mai Pobitno kerület területén zajlott le egy csata a bari konföderáció és az orosz hadsereg között. A csata után a halottakat eltemették és a sír fölé a lengyelek halmot emeltek, mely ma is látszik. 1772-ben a város osztrák fennhatóság alá került, és ezután 146 évig a Habsburg birodalomhoz tartozott.
1845-ben szabad város lett Rzeszów. A Galícia által nyert politikai és gazdasági szabadság a város fejlődését eredményezte. 1858-ban elérte a várost a vasút, 1888-ban megjelentek az első telefonok, 1900-ban gázgyár épült és utcai gázlámpákat helyeztek el, 11 évvel később üzembe helyezték az első villamos erőművet és megkezdték a vízvezeték kiépítését.
1910-ben Rzeszównak 23 ezer lakosa volt. A városka kezdett átalakulni jelentős kapitalista központtá, új épületek és infrastrukturális beruházások jelentek meg: kaszárnyák, iskolák, a városház átépítése, utcák burkolása, villanyvilágítás bevezetése.
Az osztrák monarchia közeledő vége a függetlenségi törekvések erősödését eredményezte. 1918-ban Rzeszówban megkezdte működését a Polska Organizacja Wojskowa (lengyel katonai szervezet), melynek parancsnoka Leopold Lis-Kula volt. Miután elnyerte függetlenségét Lengyelországgal együtt, Rzeszów jelentősége megnőtt. 1937–1939 között megkezdték felállítani a központi ipari körzetet. Rzeszów akkor lett a repülőgép- és fegyvergyártás központja.
A dinamikus fejlődést a II. világháború vágta ketté, melynek következtében a város részben megsemmisült. 1941-ben a németek gettót létesítettek a városban, mely 1943. novemberig állt fenn. A benne elhelyezett zsidók többségét (a háború előtt Rzeszówban 14 ezer zsidó élt, ők alkották a város kb. 30%-át) a bełżeci megsemmisítő táborba szállították.
A háború után Rzeszów lett az újonnan létesített rzeszówi vajdaság székhelye. A várost gyors ütemben újjáépítették. Újjáélesztési és modernizációs folyamat kezdődött. II. János Pál pápa látogatása után 1992-ben rzseszówi egyházmegye alakult. Beindultak az első magánfőiskolák. Korszerű lakótelepek építésébe kezdtek. Sok új beruházás indult főleg az iparban és a szolgáltatások területén.
1999-ben a város a kárpátaljai régió fővárosa lett. 2001-ben beindult az oktatás a rzeszówi egyetemen. 2005-ben megnyitották a Rzeszów-Jasionka repülőteret. 2006-ban Rzeszów újabb területekkel növekedett.

## Közlekedés

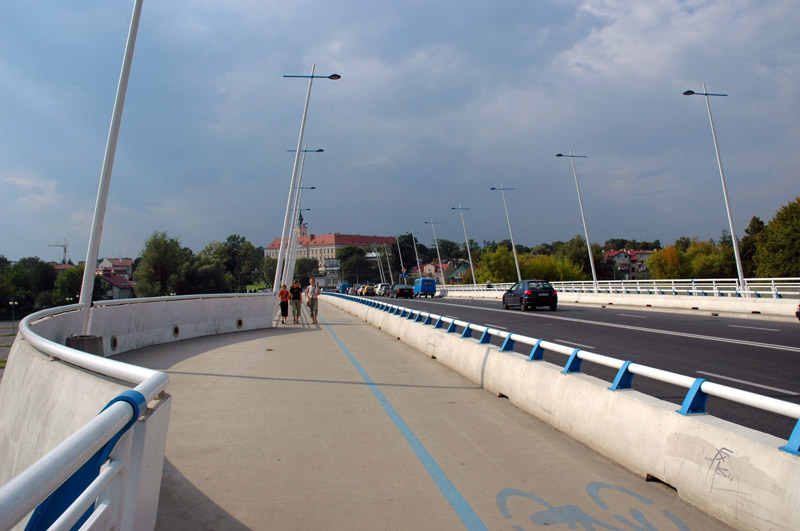
Vár híd (Most Zamkowy)

Rzeszów repülőteréről Londonba, Varsóba, Łódźba, Lvivbe és Kijevbe indulnak járatok. A város mellett futó A4-es autópálya a Drezda Kijev útvonal része. A Lviv–Krakkó–Bécs-vasútvonal keresztül megy a városon.

## Gazdaság
Legjelentősebb a repülőgép- és gyógyszeripar. A WSK „PZL-Rzeszów” S.A gyárban repülőmotorokat gyártanak. Itt van a United Technologies Corporation európai központja. A Spółka Zelmer S.A. porszívókat gyárt. A Valeant Pharmaceuticals International a legnagyobb lengyel gyógyszerexportáló vállalat.

## Sport
Sportklubok:
- Resovia Rzeszów (labdarúgás, kosárlabda, röplabda)
- Stal Rzeszów (labdarúgás, salakmotorozás)
- Korona Rzeszów (labdarúgás)

## Oktatás
Egyetemek, főiskolák:
- Uniwersytet Rzeszowski
- Politechnika Rzeszowska
- Wyższa Szkoła Informatyki i Zarządzania
- Wyższa Szkoła Zarządzania
- Nauczycielskie Kolegium Języków Obcych w Rzeszowie
- Szkoła Języków Obcych i Zarządzania PROMAR w Rzeszowie
- Wyższa Szkoła Administracji i Zarządzania w Przemyślu
- Wyższe Seminarium Duchowne

## Kultúra
Múzeumok:
- Muzeum Okręgowe (Körzeti múzeum)
- Muzeum Etnograficzne (Néprajzi múzeum)
- Muzeum Historii Miasta Rzeszowa (Várostörténeti múzeum)
- Muzeum Diecezjalne w Rzeszowie (Egyházmegyei múzeum)
- Podziemna Trasa Turystyczna (Földalatti turista út)
- Muzeum Łowiectwa (Halászati múzeum)

Filharmónia és két színház van a városban.

## Fontosabb helyek és műemlékek
- Egyedülálló pincerendszer a 18. századból (Földalatti turistaút: Piactér)
- Műemlék szecessziós lakóházak (Stary Rynek)
- Városháza (épült 1591-ben, átépítették 1867-ben, 1884-ben és 1897-98-ban)
- Aleja Pod Kasztanami – szecessziós villák (1899–1903)
- Régi temető (18. sz.)
- Városi könyvtár (1890.)
- Teatr Miejski (Városi színház) (1944.)
- Műemlék park Miłocin városrészben (20. század eleje)
- Temető Pobitno városrészben (20. század eleje)
- Ulica 3 Maja, eklektikus, szecessziós és neogótikus építészet (18-19. sz.)
- Ulica Grunwaldzka, egyik sétálóutca, az egyetem jogi kara

### Várak, udvarházak és paloták
- Rzeszówi vár (16. század II. fele) Mikołaj Spytk Ligęz javaslatára építve, megőrizve a korábbi téglalap alakú kora barokk palotát (1620) és a bástyákat (17. század eleje)
- Branicki udvarház és park a Słocina városrészben (18-19. század)
- Lubomirski család nyári palotája (18. század elején építette Gamereni Tylman, átépítették  T. Bellotti, és a 20. században)
- Jędrzejowicz palota Staromieściében
- Udvarház csoport parkkal Załęże kerületben (18-19. század)

## Testvérvárosok
A 13 város:
| Város             | Ország | Év   |
| ----------------- | ------ | ---- |
| Bielefeld         | DEU    | 1991 |
| Buffalo           | USA    | 1975 |
| Herszon           | UKR    |      |
| Fangcsengkang     | CHN    | 2011 |
| Gainesville       | USA    | 2013 |
| IIvano-Frankivszk | UKR    | 2000 |
| Klagenfurt        | AUT    | 1975 |
| Kassa             | SVK    | 1991 |
| Lamía             | GRC    | 2005 |
| Lviv              | UKR    | 1992 |
| Luck              | UKR    | 2001 |
| Nyíregyháza       | HUN    | 1996 |
| Szatmárnémeti     | ROU    | 2007 |
| Split             | HRV    | 2018 |

## Díszpolgárok
| - Moritz von Sala - Johann Aichmüller - Andrzej Seidler – Wiślański - Edward Poh - Leopold Olcyngier - Franciszek Rieger - Franciszek Smolka - Wiktor Zbyszewski - Wiktor Abrahamsberg - Agenor Gołuchowski - Richard Belcredi - Maurycy Kraiński - Adam Geisler - Julian Klaczko | - Henryk Straszewski - Ignacy Schaitter - Gustaw Knendich - Oktaw Pietruski - Kazimierz Feliks Badeni - Leon Schott - Adam Fedorowicz - Stanisław Jabłoński - Roderyk Als - Leon Biliński - Stanisław Badeni - Stanisław Jęrzejowicz - Adam Midowicz - Józef Piłsudski | - Roman Krogulski - Edward Rydz-Śmigły - Stanisław Maczek - Walenty Bal - Ignacy Tokarczuk - Józef Sondej - Józef Szajna - Wojciech Kilar - II. János Pál pápa - Adam Harasiewicz - Jan Łopuski - Ryszard Kaczorowski. |